# 小笠原長棟
小笠原 長棟（おがさわら ながむね）は、戦国時代の武将。信濃の大名小笠原氏（府中小笠原氏）の当主。小笠原貞朝の次男。分裂していた小笠原氏を統一した。

## 概要
林城を本拠とする府中小笠原氏出身。永正元年（1504年）11月に元服。永正9年（1512年）、父の貞朝を師範として弓馬礼法を伝授され、永正12年（1515年）、父の死没に伴い家督を継承する。享禄元年（1528年）、将軍・足利義晴の命を受け上洛する。
智勇に優れた人物で、天文2年（1533年）7月、高遠頼継、知久氏の軍勢を伊那谷に破ると、天文3年（1534年）、対立する伊奈（松尾）小笠原氏の当主小笠原貞忠を打倒し甲斐国に追放し、分裂していた小笠原氏を統一した。また次男の信定を鈴岡城に入城させた。天文8年（1539年）、敵対していた諏訪頼重と和睦するなど、小笠原氏の戦国大名としての基礎と最盛期を築き上げた。
しかし後継の子に恵まれず、弟の長利を養子とした。その後に長時が誕生し、やがて長利と不和となったため長利は小笠原の家を離れ安曇郡に移る。そして小笠原家とは対立関係にあった村上氏配下の香坂氏に身を寄せて大日方氏を称したと伝えられる。
天文10年（1541年）に長棟は出家し、嫡男の長時に家督を譲った。天文11年（1542年）の長棟の死後、8年で信濃小笠原家は武田晴信により滅亡に至った。